# Аженор, Рональд
Рональд Жан-Мартен Аженор (фр. Ronald Jean-Martin Agénor; род. 13 ноября 1964, Рабат, Марокко) — гаитянский профессиональный теннисист, теннисный тренер и музыкант, бывшая 22-я ракетка мира
(с 2006 года гражданин США). Победитель трёх турниров тура Гран-при и АТР-тура в одиночном разряде, победитель командного чемпионата Швейцарии в составе клуба «Лидо Люцерн», игрок сборной Гаити в Кубке Дэвиса. Знаменосец Гаити на церемонии открытия летних Олимпийских игр 1984 года.

## Игровая карьера
Рональд Аженор родился в Марокко в семье сотрудника ООН Фредерика Аженора; по профессии его отец был агротехником (впоследствии став министром сельского хозяйства Гаити). Когда Рональду было девять лет, его семья переехала в Заир, а когда ему исполнилось 14 — вернулась в Гаити. Там мальчик, однако, остался ненадолго, вслед за старшими братьями и сёстрами перебравшись на учёбу в Бордо (Франция).
Приобщаться к теннису Рональд, бывший младшим из шести детей в семье, начал ещё в Марокко, подавая мячи старшим братьям, а в Заире уже интенсивно занимался сам, проводя в тренировках вторую половину дня после школьных занятий. Его основным тренером стал старший брат — Лионель. К 1982 году Аженор добился существенного прогресса в юношеском теннисе, выиграв юношеский чемпионат Монте-Карло и турнир Astrid Bowl в Бельгии, а на одном из ведущих юниорских турниров, Orange Bowl, пробившись в полуфинал. Занимая восьмое место в юниорском рейтинге ITF, Аженор стал чемпионом Игр Центральной Америки и Карибского бассейна среди юношей в возрасте до 18 лет. Это было первое чемпионское звание, когда-либо завоёванное представителем Гаити на международных соревнованиях.
В следующем году Аженор перешёл в разряд профессионалов. В условиях, когда в Гаити продолжалось диктаторское правление Жана-Клода Дювалье, Рональду предлагали принять французское гражданство; по его собственной оценке, он мог бы выступать за сборную Франции в Кубке Дэвиса, но он предпочёл остаться гражданином Гаити. В 1984 году Аженор принял участие в показательном теннисном турнире Олимпиады в Лос-Анджелесе, где был знаменосцем сборной Гаити. Тем не менее успешным его выступление не стало — гаитянин выбыл из борьбы в первом же круге, проиграв будущему чемпиону Стефану Эдбергу.
За 1985 год Аженор прошёл путь в рейтинге ATP с 451-го до 47-го места. В 1986 году гаитянин, проживавший в Бордо, дошёл в этом городе до первого в карьере финала турнира тура Гран-при — в парном разряде, где его партнёром был другой иностранец, проживающий во Франции — иранец Мансур Бахрами. На следующий год Аженор стал финалистом трёх турниров Гран-при (в том числе и в Бордо) уже в одиночном разряде. Финал турнира в Базеле, в котором Аженор уступил представляющему Францию Яннику Ноа, стал первым в истории профессионального теннисного тура финалом между двумя цветными игроками. В 1988 году он во второй раз подряд стал финалистом в одиночном разряде в Бордо, где был посеян пятым и по пути в финал обыграл сеяного первым Ноа. На Открытом чемпионате Франции и Открытом чемпионате США этого года Аженор пробился в четвёртый круг, во Франции обыграв в том числе 13-ю ракетку турнира Андреса Гомеса. После этого Аженор принял участие в своей второй Олимпиаде, где был посеян одиннадцатым, но в Сеуле, как и в Лос-Анджелесе, снова выбыл из борьбы в первом же круге, когда в четвёртом сете не смог продолжить борьбу против мексиканца Леонардо Лавалле.
1989 год был ознаменован для Аженора первым титулом в турнирах Гран-при, завоёванным в Афинах, и выходом в четвертьфинал Открытого чемпионата Франции — высшим в его карьере достижением в турнирах Большого шлема. По пути в четвертьфинал в Париже гаитянин вывел из борьбы призёра Олимпиады в Сеуле — американца Тима Майотта; их матч был прерван из-за темноты при счёте 2-1 в пользу Майотта по сетам и 5-5 в четвёртом сете, но наутро Аженор выиграл и этот, и следующий сет. В первой декаде мая он достиг высшего в карьере места в рейтинге ATP, поднявшись на 22-ю строчку.
Когда в 1990 году команда Гаити стала постоянной участницей розыгрышей Кубка Дэвиса, Аженор стал её ведущим игроком. С 1990 по 2001 год он провёл за сборную больше 40 игр в 23 международных матчах с очень высоким процентом побед, хотя в целом команда выступала скромно, оставаясь всё время во II или даже III Американской группе. За 1990 год Аженор выиграл ещё два турнира основного профессионального тура (теперь носившего название АТР-тура) — в Генуе и Берлине, а в 1993 и 1995 годах добавил к своим достижениям ещё по одному финалу в одиночном и парном разрядах.
В 1996 году, проведя уже свою третью Олимпиаду и к возрасту 32 лет заработав теннисной игрой 1,8 миллиона долларов, Аженор решил завершить игровую карьеру. Однако выступления 36-летнего Джона Сэлли за «Лос-Анджелес Лейкерс» сумели его переубедить, и в конце 1997 года он вернулся на корт. Возобновив выступления на 540-м месте в рейтинге, к весне 1999 года гаитянин поднялся до 188-й позиции, периодически обыгрывая соперников из первой сотни. По ходу сезона 1999 года он достиг в рейтинге 88-го места, в 35 лет став самым возрастным игроком в первой сотне с 1991 года. На следующий год Аженор, выступавший за швейцарский теннисный клуб «Лидо Люцерн», помог этой команде впервые за сто лет выиграть национальное клубное первенство. В общей сложности его активная игровая карьера продлилась 19 лет.

## Положение в рейтинге в конце сезона
| Год              | 1984 | 1985 | 1986 | 1987 | 1988 | 1989 | 1990 | 1991 | 1992 | 1993 | 1994 | 1995 | 1996/97 | 1998 | 1999 | 2000 | 2001 |
| ---------------- | ---- | ---- | ---- | ---- | ---- | ---- | ---- | ---- | ---- | ---- | ---- | ---- | ------- | ---- | ---- | ---- | ---- |
| Одиночный разряд | 418  | 49   | 74   | 44   | 28   | 37   | 29   | 74   | 132  | 58   | 71   | 146  |         | 237  | 96   | 137  | 188  |
| Парный разряд    |      | 210  | 192  | 253  | 347  | 681  | 880  | 1062 | 371  | 469  | 405  | 284  |         | 547  | 702  | 334  | 1230 |

## Финалы турниров Гран-при и АТР
| Легенда             |
| ------------------- |
| ATP World (2-1/0-1) |
| Гран-при (1-4/0-1)  |

### Одиночный разряд (3-5)
| Результат | №  | Дата            | Турнир                              | Покрытие | Соперник в финале | Счёт в финале |
| --------- | -- | --------------- | ----------------------------------- | -------- | ----------------- | ------------- |
| Поражение | 1. | 6 июля 1987     | Открытый чемпионат Швейцарии, Гштад | Грунт    | Эмилио Санчес     | 2-6, 3-6, 6-7 |
| Поражение | 2. | 13 июля 1987    | Бордо, Франция                      | Грунт    | Эмилио Санчес     | 7-5, 4-6, 4-6 |
| Поражение | 3. | 5 октября 1987  | Базель, Швейцария                   | Хард(i)  | Янник Ноа         | 6-7, 4-6, 4-6 |
| Поражение | 4. | 25 июля 1988    | Бордо                               | Грунт    | Томас Мустер      | 3-6, 3-6      |
| Победа    | 1. | 16 апреля 1989  | Афины, Греция                       | Грунт    | Кент Карлссон     | 6-3, 6-4      |
| Победа    | 2. | 24 июня 1990    | Генуя, Италия                       | Грунт    | Тарик Бенабиль    | 3-6, 6-4, 6-3 |
| Победа    | 3. | 14 октября 1990 | Берлин, Германия                    | Ковёр(i) | Александр Волков  | 4-6, 6-4, 7-6 |
| Поражение | 5. | 5 июля 1993     | Открытый чемпионат Швеции, Бостад   | Грунт    | Хорст Скофф       | 5-7, 6-1, 0-6 |

### Мужской парный разряд (0-2)
| Результат | №  | Дата          | Турнир                                 | Покрытие | Партнёр        | Соперники в финале            | Счёт в финале |
| --------- | -- | ------------- | -------------------------------------- | -------- | -------------- | ----------------------------- | ------------- |
| Поражение | 1. | 7 июля 1986   | Бордо, Франция                         | Грунт    | Мансур Бахрами | Хорди Арресе Давид де Мигель  | 5-7, 4-6      |
| Поражение | 2. | 9 января 1995 | Открытый чемпионат Индонезии, Джакарта | Хард     | Сюдзо Мацуока  | Дэвид Адамс Андрей Ольховский | 5-7, 3-6      |

## Финалы челленджеров в одиночном разряде

### Победы (8)
| №  | Дата            | Турнир                 | Покрытие | Соперник в финале | Счёт        |
| -- | --------------- | ---------------------- | -------- | ----------------- | ----------- |
| 1. | 7 апреля 1985   | Марракеш, Марокко      | Грунт    | Рикки Остертун    | 2-6 6-3 6-4 |
| 2. | 7 июня 1987     | Дортмунд, Германия     | Грунт    | Бруно Орешар      | 4-6 7-5 6-3 |
| 3. | 31 марта 1991   | Марсель, Франция       | Грунт    | Мартин Стржелба   | 5-7 6-4 6-2 |
| 4. | 14 июня 1992    | Ивто, Франция          | Грунт    | Алекс Корретха    | 6-4 2-6 7-5 |
| 5. | 24 октября 1993 | Реюньон, Франция       | Хард     | Джефф Таранго     | 6-3 6-4     |
| 6. | 6 июня 1999     | Фюрт, Германия         | Грунт    | Томаш Зиб         | 6-2 7-6(3)  |
| 7. | 18 июля 1999    | Контрексевиль, Франция | Грунт    | Жерар Сольвес     | 7-6(3) 6-2  |
| 8. | 14 мая 2000     | Бирмингем, США         | Грунт    | Парадорн Шричапан | 7-5 6-3     |

### Поражения (8)
| №  | Дата            | Турнир                  | Покрытие | Соперник в финале | Счёт           |
| -- | --------------- | ----------------------- | -------- | ----------------- | -------------- |
| 1. | 8 сентября 1985 | Мессина, Италия         | Грунт    | Кент Карлссон     | 2-6 6-7        |
| 2. | 5 июля 1987     | Тарб, Франция           | Грунт    | Педро Ребольедо   | 3-6 4-6        |
| 3. | 9 сентября 1990 | Сорт-Осгор, Франция     | Грунт    | Родольф Жильбер   | 4-6 4-6        |
| 4. | 5 декабря 1993  | Андорра                 | Хард     | Йёрн Ренценбринк  | 4-6 7-5 3-6    |
| 5. | 4 июля 1999     | Лугано, Швейцария       | Грунт    | Михал Табара      | 7(3)-6 4-6 2-6 |
| 6. | 25 июля 1999    | Ньюкасл, Великобритания | Грунт    | Джефф Таранго     | 6-3 0-6 6(6)-7 |
| 7. | 1 октября 2000  | Сан-Антонио, США        | Хард     | Ксавье Малисс     | 6(4)-7 3-6     |
| 8. | 18 марта 2001   | Салинас, Эквадор        | Хард     | Давид Налбандян   | 4-6 2-6        |

## Дальнейшая карьера
В 2002 году Аженор вторично завершил выступления и открыл носящую его имя теннисную академию. Он женился на модели Тоне Уильямс, в браке с которой родились две дочери, и в 2006 году получил гражданство США. Наряду с детскими программами и работой с теннисистами-профессионалами, он также был тренером ряда знаменитостей, чей успех в жизни не связан с теннисом; в их числе были кинопродюсер Барри Мендель («Шестое чувство», «Мюнхен»), предпринимательница Адриенна Малуф и российский миллиардер Дмитрий Рыболовлев. После долгого перерыва Аженор ещё раз сыграл за сборную Гаити в Кубке Дэвиса в 2008 году, принеся ей очко в парной встрече против соперников с Виргинских островов; он также продолжает выступать в соревнованиях ветеранов и показательных турнирах.
Помимо тенниса, Аженор уделяет много времени музыке, выступая как гитарист. Он выпустил сольные альбомы в 1990 и 2003 годах (Kids on the Road и Waves of Love); ещё один альбом, 22, вышел в 2017 году. Аженор также был приглашён выступить на церемонии открытия турнира АТР в Атланте в 2013 году.